# Malika Domrane
Malika Domrane (amazic: ⵎⴰⵍⵉⴽⴰ ⴷⵓⵎⴰⵔⴰⵏ, Malika Dumran; àrab: ماليكا دومران, Mālīkā Dūmrān) (Tizi Hibel, 12 de març de 1956) és una música i cantant algeriana, originària de Cabília.

## Biografia
Domrane començà a cantar en el cor de la seua escola, a Tizi Ouzou. El 1969, guanya una medalla d'or en un festival d'Algèria. Després de graduar-se com a infermera, treballa en un hospital; aviat, però, es dedica professionalment al cant, desafiant els costums de la seua família i poble.
El 1979, viatja a l'estat francés per a llançar el seu primer àlbum, Tsuha, el seu primer gran èxit. Al principi, quan la veien cantant en l'escenari, semblava una jove frívola. Darrere d'aquesta aparent frivolitat hi havia en realitat una amazic rebel, decidida a sacsejar les mentalitats heretades del període colonial, per a trencar tabús en femení. Més tard publicà diversos àlbums, amb cançons tipificades per la cultura feminista i les demandes lingüístiques i identitàries dels amazics. Des del 1994, viu a l'estat francés amb la seua família, per les amenaces rebudes de terroristes islàmics.
El 2001 Malika Domrane participà en la recepció de ferits de la primavera negra, evacuats a París. Fou la seua contribució a l'aixecament juvenil de Cabília, contra la impunitat i l'opressió. I, el 2003, quan les ferides encara no havien cicatritzat, demanaren a Malika Domrane que participàs en l'«Any d'Algèria a França». Igual que Takfarinas, s'hi oposà amb un no categòric.
És una activista de la causa amazic i comparteix espais públics de recordació i unió.

## Obra

### Àlbums[6]
- Tsuha (1979)
- Thayriw Themouth (1981)
- (الفضة الزرقاء) NostAlgérie (1998, Arcade Rècords: 59:38 min)
- Asaru (2001) (Blue Silver)